# Suupohja ekonomiska region
Suupohja ekonomiska region (finska: Suupohjan seutukunta) är en av ekonomiska regionerna i landskapet Södra Österbotten i Finland. 
Folkmängden i Suupohja ekonomiska region uppgick den 1 januari 2013 till 23 738 invånare, regionens  totala areal utgjordes av 2 706 kvadratkilometer och landytan utgjordes av 2 682  kvadratkilometer.  I Finlands NUTS-indelning representerar regionen nivån LAU 1 (f.d. NUTS 4), och dess nationella kod är 141.

## Förteckning över kommuner
Suupohja ekonomiska region består av följande fyra kommuner: 
- Kauhajoki stad
- Bötom kommun
- Storå kommun
- Östermark kommun

Samtliga kommuners språkliga status är enspråkigt finska.